# 山下リオ
山下 リオ（やました リオ、1992年10月10日 - ）は、日本のファッションモデル、女優。徳島県徳島市出身。コンテンツ・スリー所属。

## 略歴
小学生の時に初めて観たドラマ『オレンジデイズ』に出演していた柴咲コウの演技を観て女優を目指し、2006年に柴咲コウが所属するスターダストプロモーションのオーディションを受ける。
2007年、3月に「三井のリハウス」12代目リハウスガールに選ばれる。4月から、ファッション雑誌『Hana*chu→』（主婦の友社）の専属モデルとして活動。同年6月、『恋する日曜日 第3シリーズ』（BS-i）で本格的に女優デビュー。
2008年11月、愛の劇場40周年記念番組『ラブレター』（TBS）のヒロインの学生時代役で、地上波でも初主演。
2008年12月、『魔法遣いに大切なこと』で映画初主演。
2013年7月、テレビドラマ『リミット』にて、極限状態の中で暴走するいじめられっ子の少女・盛重亜梨紗を演じる。
2014年4月、『A-Studio』（TBS）でバラエティ初レギュラー。
2022年8月31日、16年間所属したスターダストプロモーションとの契約が満了し、退所。以後はフリーランスで活動していたが、2025年1月1日、コンテンツ・スリーに所属したことを発表した。

## 人物
- 3人姉妹の末っ子[7]（長姉は大塚千弘）[8]。
- 義兄は俳優の鈴木浩介（姉・大塚千弘の夫）[8]。
- 趣味は、音楽鑑賞[2]、バドミントン[2]、写真撮影[9]。
- 性格は、負けず嫌いで頑固、結構マイペース、と語っている[10]。
- 好きな街は、京都[9]。
- 好きなミュージシャンは、清竜人[9]。
- 好きな作家は、東野圭吾[9]。
- 好きな漫画は、『NARUTO -ナルト-』[9]。
- 演じてみたい役は、くノ一[9]。
- 好きな食べ物は、納豆[11]。
- 好きな動物は、クラゲ、マンボウ[12]。
- 嫌いな食べ物は、トマト[13]。
- 憧れで目標としている女優は、柴咲コウと蒼井優[9][14]。
- オーストラリアでホームステイをしたことがある[15]。

## 出演

### テレビドラマ
- 恋する日曜日 第3シリーズ 「お引越し」（2007年6月2日、BS-i） - 主演・前田舞子 役
- 今を生きる祖母（2007年7月7日、BS-i） - 主演・浅野茉莉花 役
- 東京少女 セピア編 「麻婆少女」（2007年9月27日、TBS） - 主演・王潔 役
- 東京少女 山下リオ（2008年4月5日 - 26日、BS-i） - 主演[注 1]
- 音女（テレビ朝日）
  - 070 「おびえるオトメ」（2008年8月7日） - 美久 役
  - 074 「往復するオトメ」（2008年8月14日） - 幸絵 役
- ラブレター（2008年11月24日 - 2009年2月20日、TBS） - 主演・田所美波（中高生時代） 役
- 怪談新耳袋（BS-TBS）
  - まえ 絶叫編 「すごい顔」（2009年7月2日） - 主演・姫野やよい 役
  - うしろ 絶叫編 「記憶」（2009年7月9日） - 主演・みさき 役
- 太宰治短編小説集 第1シリーズ 「女生徒」（2009年10月12日、NHK BS2） - 主演・女生徒（朗読） 役
- オトメン（乙男）〜秋〜 第1話（2009年10月13日、フジテレビ） - 山野美由紀 役
- いのちの島（2009年11月23日、TBS） - 桜井まどか 役
- 連続テレビ小説（NHK）
  - ウェルかめ 第13週 - 第15週（2009年12月26日 - 2010年1月15日） - 山田真彩 役
  - あまちゃん 第13週 - 第23週（2013年6月25日 - 9月5日） - 宮下アユミ 役[16]
- ねこタクシー（2010年1月8日 - 3月26日、東名阪ネット6） - 間瀬垣瑠璃 役
- ハンマーセッション!（2010年7月10日 - 9月18日、TBS） - 咲山エリカ 役
- 美咲ナンバーワン!! 第5話（2011年2月9日、日本テレビ） - 生駒可菜 役
- 水戸黄門 第43部 第13話「冴えない男の恩返し・松坂」（2011年10月17日、TBS / C.A.L） - お佳世 役
- 開拓者たち（2012年1月1日 - 22日、NHK BSプレミアム） - 阿部富枝 役
- ハングリー!（2012年1月10日 - 3月20日、関西テレビ） - 高木奈々 役
- 鍵のかかった部屋 第3話（2012年4月30日、フジテレビ） - 稲垣真理 役
- ゴーストママ捜査線〜僕とママの不思議な100日〜 第2話（2012年7月14日、日本テレビ） - 小川花帆 役
- THE QUIZ（2012年9月1日、日本テレビ） - 添川陽奈 役
- レジデント〜5人の研修医 第1話（2012年10月18日、TBS） - 山下夏希 役
- お先にどうぞ 餃子篇（2012年11月25日、WOWOW）
- 原宿ネストカフェ 「ネストカフェの日常」（2012年12月22日、TBS） - 由美 役
- ダブル・ミーニング Yes or No?（2013年3月1日、関西テレビ） - 如月クミ 役
- ネオ・ウルトラQ 第8話（2013年3月2日、WOWOW） - 敬子 役
- ホラー アクシデンタル 「白い闇」（2013年3月9日、フジテレビ）
- おとりよせ王子 飯田好実（2013年4月27日 - 7月6日、名古屋テレビ） - 朝倉麻世 役
- リミット（2013年7月12日 - 9月27日、テレビ東京） -  盛重亜梨紗 役[17]
- ショムニ2013 第7話（2013年8月28日、フジテレビ） - 越智いずみ 役
- 彼岸島（2013年10月24日 - 12月26日、MBS） - ユキ 役[18][19]
- D-NEXT 「流れ星」（2013年11月20日、日本テレビ） - 主演・山田詩織 役[20]
- SHARK（2014年1月11日 - 29日、日本テレビ） - 小松一加 役
  - SHARK〜2nd Season〜（2014年4月19日 - 7月12日）
- お父さんは高校生（2014年3月16日、NHK BSプレミアム） - 杉尾真理子 役
- シンドラ 集合住宅の恐怖 第9話 - 第10話（2014年3月21日、フジテレビ）
- 白銀ジャック（2014年8月2日、テレビ朝日） - 瀬利千晶 役
- 本棚食堂（2014年8月18日 - 26日、NHK BSプレミアム） - 梅ちゃん 役
- 金田一少年の事件簿N（neo） 第7話（2014年9月6日、日本テレビ） - 太刀川都 役
- 破門（疫病神シリーズ）（2015年1月9日 - 3月6日、BSスカパー!） - 渡辺悠紀 役
- 心がポキッとね（2015年4月8日 - 6月10日、フジテレビ） - 牧野江里子 役
- 不便な便利屋（2015年4月、テレビ東京） - 林華菜 役[21]
- 本棚食堂（2015年7月・10月、NHK BSプレミアム） - 梅ちゃん 役
- 37.5℃の涙 第9話 - 最終話（2015年9月10日 - 17日、TBS） - 川上翔子 役
- 横山秀夫サスペンス 陰の季節（2016年4月18日、TBS） - 平野瑞穂 役
- 99.9-刑事専門弁護士- 第3話（2016年5月1日、TBS） - 吉田果歩 役
- 朝が来る 最終話（2016年7月30日、東海テレビ） - 陽菜 役
- THE LAST COP/ラストコップ 第4話（2016年10月29日、日本テレビ） - 松浦杏奈 役
- 子連れ信兵衛2 第2話（2016年11月18日、NHK BSプレミアム） - おさと 役
- スクラップ・アンド・ビルド（2016年12月17日、NHK総合）[22]
- 増山超能力師事務所 第8話（2017年2月23日、日本テレビ） - 篠崎玲奈 役
- 孤独のグルメ Season6 第5話（2017年5月6日、テレビ東京） - 彩 役
- 山本周五郎時代劇 武士の魂 第5話「山茶花帖」（2017年6月6日、BSジャパン） - 八重 役
- 定年女子（2017年7月9日 - 8月27日、NHK BSプレミアム） - 深山葵 役
- 伊藤くん A to E 第1話 - 第4話（2017年8月14日 - 9月4日、MBS） - 宮田真樹 役
- フルーツ宅配便（2019年1月12日 - 3月30日、テレビ東京） - イチゴ 役
- ひとりキャンプで食って寝る 第10話（2019年12月21日、テレビ東京） - 冬子 役
- ホームルーム（2020年1月24日 - 3月27日、毎日放送） - 椎名恵 役
- 月曜プレミア8・十津川警部の事件簿「危険な賞金」（2020年5月25日、テレビ東京） - 大熊麻里絵 役
- 閻魔堂沙羅の推理奇譚 第3回、第4回（2020年11月14日、21日、NHK総合） - 澤木南緒 役
- RISKY（2021年3月26日 - 5月7日 、毎日放送 ほか） - 黒田美香 役[23]
- ジモトに帰れないワケあり男子の14の事情 第8話（2021年5月22日、朝日放送テレビ） - 美樹 役[24]
- シェフは名探偵 第2話（2021年6月14日、テレビ東京） - 原杏子 役[25]
- ホメられたい僕の妄想ごはん 第2話（2021年7月18日、テレビ大阪） - 桜井響子 役[26]
- 八月は夜のバッティングセンターで。 第6話（2021年8月19日、テレビ東京） - 元山陽子 役[27]
- ホテルマン東堂克生の事件ファイル〜八ヶ岳リゾート殺人事件〜（2022年1月22日、BS-TBS） - 松岡みのり 役
- 全力!クリーナーズ（2022年4月18日 - 6月20日、朝日放送テレビ） - 土井ゆり菜 役
- ∞ゾッキ「平田さん」（2022年4月24日・5月1日、BSJapanext） - メガネ 役
- 月曜プレミア8 今野敏サスペンス 機捜235III（2022年5月16日、テレビ東京）- 長谷瑠璃子 役
- ザ・タクシー飯店 第3話（2022年6月16日、テレビ東京）- メイ 役
- 復讐の未亡人 第2話・第3話（2022年7月22日、29日、テレビ東京）- 若月エリナ 役
- 刑事7人 SEASON8 第5話（2022年8月10日、テレビ朝日）- 布川美冬 役
- わたしの夫は-あの娘の恋人-（2023年1月15日 - 4月2日、テレビ大阪・BSテレビ東京） - 主演・笹野香織 役[28]
- ラストマン-全盲の捜査官- 第3話（2023年5月7日、TBS） - 篠塚真菜 役[29]
- 育休刑事 第6話（2023年5月23日、NHK総合・NHK BS4K） - 朽木理央 役
- やわ男とカタ子 第2話・第7話（2023年8月14日・9月18日、テレビ東京） - 西村愛 役[30]
- むこう岸（2024年5月6日、NHK総合）[31]
- 錦糸町パラダイス〜渋谷から一本〜（2024年7月13日 - 9月28日、テレビ東京） - 町田麻衣 役[32]
- 下山メシ 第2話（2024年11月22日 - 、テレビ東京） - まりん 役[33]

### 配信ドラマ
- 婚前特急 −ジンセイは17から−（2009年9月7日 - 28日、LISMO Channel） - 由香 役
- 青山ワンセグ開発 江口寿史のギャグドラマ 「キャラ者」 全3話 / ダイジェスト（2011年5月7日 - 21日 / 28日、NHKワンセグ2） - タミ 役
- 77部署合体ロボダイキギョー ドラマ・伝え方が9割（2017年11月29日、Amazon Prime Video） - 武蔵坊慶子 役
- 御曹司ボーイズ（2019年4月28日 -6月16日 、AbemaTV） - 福原堂椿 役
- ガンニバル（2022年12月28日 - 、Disney+） - 山口加奈子 役
  - ガンニバル シーズン2（2025年3月19日 - 4月23日、Disney+ Star）[34]

### その他テレビ番組
- A-Studio（2014年4月4日 - 2015年3月27日、TBS） - アシスタントMC
- オトナの一休さん（2017年5月23日 - 6月27日、NHK-Eテレ） - 森女（しんにょ）役
- プレバト!!（2023年3月30日 - 、MBSテレビ） - アート関係に不定期出演

### 映画
- 魔法遣いに大切なこと（2008年12月20日、日活） - 主演・鈴木ソラ 役
- MW-ムウ-（2009年7月4日、ギャガ） - 渡辺美香 役
- RISE UP（2009年11月21日、S・D・P / ビデオプランニング） - 柳沢ルイ 役
- 武士道シックスティーン（2010年4月24日、ゴー・シネマ） - 久野こずえ 役
- 書道ガールズ!! わたしたちの甲子園（2010年5月15日、ワーナー・ブラザース映画） - 岡崎美央 役
- ねこタクシー（2010年6月12日、AMGエンタテインメント） - 間瀬垣瑠璃 役
- ほしのふるまち（2011年4月2日、よしもとアール・アンド・シー） - 一ノ瀬渚 役
- ホルモン女（2011年12月3日、よしもとクリエイティブ・エージェンシー） - 主演・坂井ひろこ 役[35]
- 莫逆家族-バクギャクファミーリア-（2012年9月8日、東映） - 横田真琴 役
- はじまりのみち（2013年6月1日、松竹） - 木下作代 役
- シャニダールの花（2013年7月20日、ファントム・フィルム） - 菊島ミク 役
- セブンデイズ リポート（2014年2月8日、よしもとクリエイティブ・エージェンシー） - 上野美月 / ミズキ 役[36]
- コトコトコトコ（2014年2月28日、楽映舎） - 琴子 役[注 2]
- ナミヤ雑貨店の奇蹟（2017年9月23日） - 映子 役
- 伊藤くん A to E（2018年1月12日） - 宮田真樹 役
- 寝ても覚めても（2018年9月1日） - 鈴木マヤ 役
- あの空の向こうに～夏雲(2019年1月21日、ポニーキャニオン・ブースタープロジェクト) - 主演・亜海 役[37]
- 君がまた走り出すとき（2019年2月8日） - 三宅佳織 役[38]
- 映画 少年たち（2019年3月29日、松竹） - 美咲 役
- 朝が来る（2020年10月23日、キノフィルムズ） - コノミ 役 [39]
- あのこは貴族（2021年2月26日、東京テアトル、バンダイナムコアーツ） - 平田里英 役[40]
- Ribbon（2022年2月25日、イオンエンターテイメント） - 平井 役
- 母性（2022年11月23日、ワーナー・ブラザース映画）[41]
- 零落（2023年3月17日、日活 / ハピネットファントム・スタジオ） - 冨田奈央 役[42]
- Starting Over（2023年12月15日、ストレイドッグピクチャーズ） - 艶子 役[43]
- 記憶の居所（2024年2月17日、Filmssimo） - 主演・河田唄 役[44][45]
- PLAY!〜勝つとか負けるとかは、どーでもよくて〜（2024年3月8日、ハピネットファントム・スタジオ） - 三上桃子 役[46]
- ペナルティループ（2024年3月22日、キノフィルムズ） - 唯 役[47]
- 雪子 a.k.a.（2025年1月25日、パル企画） - 主演・吉村雪子 役[48][49]

### 舞台
- ファントム（2014年9月13日 - 10月15日、東京 / 大阪） - クリスティーヌ・ダーエ 役[50]
- 漂流劇 ひょっこりひょうたん島（2015年12月 - 2016年2月、東京 ほか） - 博士 役
- コインロッカー・ベイビーズ（2018年、パルコ）
- トムとジェリー 夢よもう一度（2019年）
- 掬う（2019年、ロ字ック）
- 母を逃がす（2020年、Bunkamura）
- 笑わせんな（2024年、本多劇場） - 比嘉 役[51]
- 江戸川乱歩 短編集（2024年、ザムザ阿佐谷）[52]
- DEATH TAKES A HOLIDAY（2024年、東急シアターオーブ / 梅田芸術劇場 メインホール） - グラツィア 役[53]
- ヒーロー（2025年、シアタークリエ） - ジェーン・フォスター 役（青山なぎさとWキャスト）[54]
- 震度3（2025年公演予定、本多劇場 / 梅田芸術劇場 シアター・ドラマシティ / J:COM北九州芸術劇場 中劇場）[55]

### ラジオ
- FMシアター 「山中センチメンタル・ジャーニー」（2020年10月31日、NHK-FM） - 浅見樹里 役[56]

### CM
- モスバーガー フィッシュマリネバーガー（2006年9月 - ）
- 三井不動産販売 三井のリハウス（2007年 - 2009年） - 12代目リハウスガール
- 集英社 別冊マーガレット 「ラブ★コン」 / 「高校デビュー」（2007年4月 - ）
- ハウス食品 フルーチェ（2008年2月 - ）
- ジョンソン・エンド・ジョンソン アキュビュー アドバンス（2008年3月 - ）
- CAPCOM モンスターハンターポータブル 2ndG（2008年7月 - ）
- 横浜・八景島シーパラダイス（2008年7月 - ）
- 東京ガス 「安全TODAY」（2010年2月 - ）
- 日本郵政グループ 「春のありがとうフェア」 東日本バージョン / 西日本バージョン（2010年3月 - ）
- Canon 高感度 HS SYSTEM（2010年11月 - ）
- ファミリーマート 「Sweets+」（2011年4月26日）
- NTTdocomo 「ドコモthanksキャンペーン」（2012年6月 - ）
- 大正製薬 ヴィックス メディケイテッド ドロップ（2012年9月 - ）
- IHI（2012年10月 - ）
- 明治安田生命「ライト!モッタイナイ」篇（2016年9月 - ）[57]
- indeed「いい未来探し隊 転職篇②」（2024年5月 - ）[58]

### 広告
- 集英社文庫 ナツイチ 夏のイメージキャラクター（2009年）

### PV
- ナスカ「I LOVE YOU!」（2007年8月8日）
- GReeeeN「刹那」（2009年3月11日）
- BUMP OF CHICKEN「グッドラック」（2012年1月18日）
- 湘南乃風「雪月花」（2012年11月28日）

### ショートムービー
- Good Luck[注 3]（2012年） - 主演・亜紀 役

### コンサート
- モーリー・イェストン生誕80周年記念コンサート『Life's A Joy! Life Goes On!!』with 20years of Gratitude from Umeda Arts Theater（2025年、東京国際フォーラム ホールA / 梅田芸術劇場 メインホール）[59]

## 書籍

### 写真集
- coming soon…いい日にきっと、つづいてる。（2007年9月10日、ピエ・ブックス） ISBN 978-4-89444-633-5
- Selenge（2024年12月13日、講談社）ISBN 978-4065373286[60]

### 雑誌
- ラブベリー（2006年8月号 - 11月号、徳間書店）
- Hana*chu→（2007年4月号 - 、主婦の友社） - 専属モデル

### 書誌
- 夏目漱石『こころ』（SDP Bunko） - 表紙+巻頭グラビア
- B.L.T.U-17 sizzleful girl vol.2・8・10・12